# Africa Cup U19 A 2014
El Africa Cup U19 A del 2014 fue la octava edición del torneo de rugby juvenil para naciones africanas.

## Participantes
- Selección juvenil de rugby de Kenia
- Selección juvenil de rugby de Namibia (Namibia U19)
- Selección juvenil de rugby de Túnez
- Selección juvenil de rugby de Zimbabue (Sables U19)

## Desarrollo

### Semifinales
| 28 de agosto | Namibia | Ganó Namibia | Túnez |  |  |

| 28 de agosto | Kenia | Ganó Kenia | Zimbabue |  |  |

### Definición Tercer puesto
| 31 de agosto | Zimbabue | 51 - 21 | Túnez |  |  |

### Final
| 31 de agosto | Namibia | 52 - 17 | Kenia |  |  |

| Bandera de Namibia |
| Campeón Namibia    |
| Quinto titulo      |